# 司馬迪
司馬迪（3世纪—300年），西晋宗室，晋武帝之孙，淮南忠壮王司马允之子。
晋武帝太康十年（289年）十一月甲申，濮阳王司马允子司馬迪出继司马允之兄始平哀王司马裕，改封汉王，晋惠帝永康元年（300年）八月，淮南王司馬允举兵讨伐赵王司马伦，不克，司馬允及其二子秦王司馬鬱、漢王司馬迪全都遇害。
| 前任： 初封 | 晋朝汉王 289年－300年 | 繼任： 司馬固 |